# Wasserpark Maya Beach Wuhan
Koordinaten: 30° 35′ 47″ N, 114° 23′ 30″ O
Der Wasserpark Maya Beach Wuhan (chinesisch 武漢瑪雅海灘水公園 / 武汉玛雅海滩水公园), auch Playa Maya genannt, ist ein Wasservergnügungspark in Wuhan in der Volksrepublik China. Er wird durch ein Unternehmen der Parks China, der OCT Group, betrieben und grenzt an den Freizeitpark Happy Valley.

## Attraktionen
Der Park verfügt über 18 Installationen, darunter den größten Doppelwellen-Strand der Welt.
Das 16 ha große Freibad ist von Mitte Juni bis Mitte September geöffnet und bietet 12.000 Besuchern die Möglichkeit zu körperlichen Aktivitäten in und am Wasser. Es ist eines der größten Freibäder in der Volksrepublik China.

## Badewasseraufbereitung
Die 15.000 Kubikmeter Wasser der Becken erfahren alle zwei bis drei Stunden eine Badewasseraufbereitung. Das Soll des pH-Wertes liegt zwischen 7,2 und 7,8, der menschliche Schweiß hat einen pH-Wert von 7,4.

## HOHA Water Electrical Musical Festival
Vom 11. Juli 2020 bis 30. August 2020 war das Freibad der Veranstaltungsort des HOHA Water Electrical Musical Festival 2020. Zu den auftretenden Künstlern zählten Akini Jing (朱 婧 汐), GAI (周延), Tizzy T und Panta.Q. Das Festival machte internationale Schlagzeilen, da inmitten der COVID-19-Pandemie etwa zwanzigtausend Menschen ohne Masken oder soziale Distanzierungsmaßnahmen teilnahmen. Das Festival wurde genehmigt, da in der Provinz Hubei seit Mitte Mai 2020 keine neuen Fälle von COVID-19 registriert worden waren. Auf einer Pressekonferenz am 20. August 2020 erklärte ein Sprecher des Außenministeriums der Volksrepublik China die Freibadöffnung zum strategischen Sieg der chinesischen Regierung über COVID-19.